# اليامين بن تومي
اليامين بن تومي أكاديمي وباحث جزائري وأستاذ تحليل الخطاب والنظرية النقدية والسرديات في جامعة سطيف 2، متخصص في تحليل الخطاب والنظرية النقدية والسيمياء والآداب العالمية، أستاذ بجامعة فرحات عباس - سطيف بالشرق الجزائري، اهتم باللغة وآدابها وكابد البحث العلمي بكل موصوفاته، ساهم في تأسيس العديد من المؤسسات العلمية والبحثية كالرابطة العربية الأكاديمية للفلسفة، والشبكة المغاربية للفلسفة والإنسانيات، أضف إلى ذلك عضويته في العديد من الوحدات البحثية وكذا إشرافه على العديد من الأطروحات الأكاديمية. شارك في ملتقيات أكاديمية داخل الجزائر وخارجها، نشر بحوثًا في مجلات عربية كثيرة، عضو محكم في مسابقات نقدية وشعرية عديدة، له مجموعة من الأعمال المطبوعة.

## التعليم
حصل على شهادة الباكالوريا عام 1994، وعلى شهادة الليسانس بتقدير ممتاز، وعلى شهادة الماجستير عام 2003. حصل على شهادة الدكتوراه مشرف جدًا عام 2013، وعلى شهادة التأهيل الجامعي عام 2014. شارك في ملتقيات أكاديمية داخل الجزائر وخارجها، ونشر بحوثًا في مجلات عربية. عضو وحدات بحثية داخل جامعة سطيف، له مجموعة من الأعمال المطبوعة، منها: «مرجعيات القراءة والتأويل عند نصر حامد أبو زيد»، و «إدوارد سعيد راهنا»، وغيرها من المقالات والدراسات المنشورة.

## النتاج الروائي
- “من قتل هذه الابتسامة”، 2011
- “الوجع الأتي؛ حكاية رجل تنقصه أنثى”، 2015
- “الزاوية المنسية”، 2015[1]

## النتاجات الأخرى
- “مرجعيات القراءة والتأويل عند نصر حامد أبو زيد” (نقد)، 2011
- “التفاعل البروكسيمي في السرد العربي، قراءة في دوائر القرب” (بالاشتراك مع بن حبيلس سميرة)، 2012
- “تشريح العواضل البنيوية والتاريخية للعقل النقدي العربي” (دراسة)، 2017
- “أمراض الثقافة”، 2017

- «إدوارد سعيد راهنا»[1]

## الجوائز
- جائزة رئيس الجمهورية للمبدعين الشباب علي معاشي عام 2010
- جائزة عبد الحميد بن باديس عام 2011
- تُوِّج بوسام الأديب الشاب عن اتحاد الكتاب الجزائريين عام 2013
- جائزة محمد بن أبي شنب عام 2013
- جائزة مؤسسة فنون وثقافة عام [1]2013